# Oleksandr Yakymenko
Oleksandr Yakymenko (4 november 2005) is een Oekraïens voetballer die onder contract ligt bij Club Brugge.

## Clubcarrière
Yakymenko ruilde in de zomer van 2022 de jeugdopleiding van Shakhtar Donetsk voor die van Club Brugge. Op 11 februari 2023 maakte hij zijn profdebuut in het shirt van Club NXT, het beloftenelftal van Club Brugge dat uitkomt in Eerste klasse B: op de slotspeeldag van de reguliere competitie liet trainer Nicky Hayen hem tegen SL 16 FC in de slotfase invallen voor Mathis Servais. Eerder had hij de kleuren van Club Brugge al verdedigd in de UEFA Youth League: in de laatste groepswedstrijd tegen Bayer Leverkusen (0-1-winst) was hij voor diezelfde Servais ingevallen.

## Clubstatistieken
| Seizoen         | Club            | Land            | Competitie      | Competitie | Competitie | Beker | Beker | Supercup | Supercup | Europees | Europees | Totaal | Totaal |
| Seizoen         | Club            | Land            | Competitie      | Wed.       | Dlp.       | Wed.  | Dlp.  | Wed.     | Dlp.     | Wed.     | Dlp.     | Wed.   | Dlp.   |
| --------------- | --------------- | --------------- | --------------- | ---------- | ---------- | ----- | ----- | -------- | -------- | -------- | -------- | ------ | ------ |
| 2022/23         | Club NXT        | Vlag van België | Eerste klasse B | 7          | 0          | —     | —     | —        | —        | —        | —        | 7      | 0      |
| 2023/24         | Club NXT        | Vlag van België | Eerste klasse B | 1          | 0          | —     | —     | —        | —        | —        | —        | 1      | 0      |
| Carrière totaal | Carrière totaal | Carrière totaal | Carrière totaal | 8          | 0          | 0     | 0     | 0        | 0        | 0        | 0        | 8      | 0      |

Bijgewerkt op 20 februari 2023.
2 Romero ·
4 Ordóñez ·
8 Tzolis ·
9 Jutglà ·
10 Vetlesen ·
14 Meijer ·
15 Onyedika ·
16 Van den Heuvel ·
17 Vermant ·
19 Nilsson ·
20 Vanaken  · 
21 Skóraś ·
22 Mignolet ·
24 Osuji ·
27 Nielsen ·
29 Jackers ·
30 Jashari ·
41 Siquet ·
44 Mechele ·
55 De Cuyper ·
58 Spileers ·
64 Sabbe ·
65 Seys ·
66 Yameogo ·
67 Et Taïbi ·
68 Talbi ·
71 De Corte ·
84 Campbell ·
87 Furo ·
Coach: Hayen
Assistent-coach: Jonckheere